# デイビッド・プロボスト
デイビッド・プロボスト (David Provost、David Provoost) は1699年から1700年の第24代ニューヨーク市長。
1672年頃、ニューヨーク州アルスターで、 ニューアムステルダムのオランダ人 ブルジョワジー ベンジャミン・プロボーストとエルシー・アルバーツ夫妻の間に生まれた。
1699年に、市長に任命された。
彼の市政で貧しい人のための病院及び2つの新たな立会所が開かれた。Coenties Slipに1つとブロード・ストリートに1つである。道路の清掃員が雇われ、住宅所有者は住宅の前の舗装を義務づけ、背いた場合20シリングの罰金が課せられた。
ロングアイランド行きのフェリーは年間165ポンドの使用料で7年間委託された。リースの条件によって、賃借人はトウモロコシや牛2つの大型ボート、人が乗船する2つの小さなボートを保持する必要があった。市はナッソーやロングアイランドにフェリーハウスの建築を決定し、フェリーの操縦士はそこのメンテナンスを求められた。
1699年、ニューヨーク市での銃の発砲は固く禁じられた。公共の火薬庫の建築が指示され、家に50ポンド以上の火薬を保持することは禁止された。
市内に持ち込まれた全ての小麦粉とパンに課税された。この税は評判が悪く数週間後に破棄された。
1700年にアイザック・デ・ライマーが彼の後を継ぎ、市長となった。市長退職後は、市会議員を務めた。